# John Graves
John Graves (* 1937 in Miami) ist ein ehemaliger US-amerikanischer Autorennfahrer.

## Karriere als Rennfahrer
John Graves war in den 1970er-Jahren im US-amerikanischen Sportwagensport aktiv. Sein größter Erfolg bei einem Einzelrennen war der Gesamtsieg beim 24-Stunden-Rennen von Daytona 1977. Teampartner im Porsche 911 Carrera RSR waren Hurley Haywood und Dave Helmick. Eine weitere Podiumsplatzierung bei einem internationalen Langstreckenrennen erreichte er mit dem dritten Gesamtrang beim 12-Stunden-Rennen von Sebring 1975.

## Statistik

### Sebring-Ergebnisse
| Jahr | Team            | Fahrzeug            | Teamkollege  | Teamkollege      | Teamkollege  | Platzierung | Ausfallgrund |
| ---- | --------------- | ------------------- | ------------ | ---------------- | ------------ | ----------- | ------------ |
| 1975 | Ecurie Escargot | Porsche Carrera RSR | John O’Steen | Dave Helmick     |              | Rang 3      |              |
| 1977 | John Paul       | Porsche Carrera RSR | John O’Steen | John Paul senior | Bob Hagestad | Ausfall     | Motorschaden |

### Einzelergebnisse in der Sportwagen-Weltmeisterschaft
| Saison | Team                      | Rennwagen               | 1   | 2   | 3   | 4   | 5   | 6   | 7   | 8   | 9   | 10  | 11  | 12  | 13  | 14  | 15  | 16  | 17  |
| ------ | ------------------------- | ----------------------- | --- | --- | --- | --- | --- | --- | --- | --- | --- | --- | --- | --- | --- | --- | --- | --- | --- |
| 1974   | International Performance | Porsche Carrera RSR     | MON | SPA | NÜR | IMO | LEM | ZEL | WAT | LEC | BRH | KYA |     |     |     |     |     |     |     |
| 1974   | International Performance | Porsche Carrera RSR     |     |     |     | 13  |     |     |     |     |     |     |     |     |     |     |     |     |     |
| 1975   | Escar                     | Porsche 911 Carrera RSR | DAY | MUG | DIJ | MON | SPA | PER | NÜR | ZEL | WAT |     |     |     |     |     |     |     |     |
| 1975   | Escar                     | Porsche 911 Carrera RSR | 6   |     |     |     |     |     |     |     |     |     |     |     |     |     |     |     |     |
| 1976   | Ecurie Escargot           | Porsche Carrera RSR     | MUG | VAL | NÜR | MON | SIL | IMO | NÜR | ZEL | PER | WAT | MOS | DIJ | DIJ | SAL |     |     |     |
| 1976   | Ecurie Escargot           | Porsche Carrera RSR     |     |     |     |     |     |     | 6   |     |     |     |     |     |     |     |     |     |     |
| 1977   | Ecurie Escargot           | Porsche 911 Carrera RSR | DAY | MUG | DIJ | MON | SIL | NÜR | VAL | PER | WAT | EST | LEC | MOS | IMO | SAL | BRH | HOK | VAL |
| 1977   | Ecurie Escargot           | Porsche 911 Carrera RSR | 1   |     |     |     |     |     |     |     |     |     |     |     |     |     |     |     |     |